# Max Kohn (artiste)
Ne pas confondre avec le psychanalyste français Max Kohn.

Max Kohn, né le 17 novembre 1954 à Esch-sur-Alzette (Luxembourg) est un peintre et sculpteur luxembourgeois, ancien étudiant à l’Institut des arts et techniques artisanales de Namur de 1971 à 1974.
De 1975 à 1981, Max Kohn était étudiant à l'Institut des beaux-arts à Karlsruhe, où il a appris la sculpture sur bois et pierre, modelage et techniques de moulage, ainsi que le dessin et la peinture.
Depuis 1981, Max Kohn est un artiste libre travaillant au Grand-Duché de Luxembourg et en France.

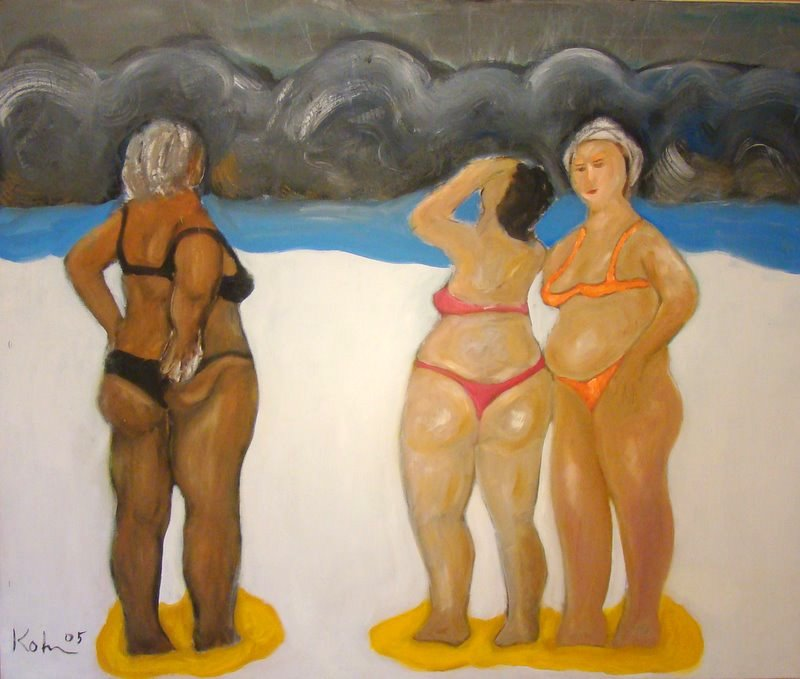
Tsunami (2005)

## Expositions individuelles
- 1985 : Galerie Weißer Stern à Karlsruhe (D)
- 1987 : Galerie Artemos à Bastogne (B)
- 1988 : Maison communale de Bastogne (B)
- 1991 : Galerie Artline à Clervaux (L)
- 1993 : Galerie Dat Huisken à Bad Salzuflen (D)
- 1997 : Dexia-Bil à Diekirch (L)
- 1998 : Galerie Schortgen à Esch-sur-Alzette (L)
- 1999 : Galerie Aradia à Hesperange (L)
- 1999 : Galerie Saint-Nicolas à Remich (L)
- 1999 : Tendance Mikado à Luxembourg
- 2000 : Galerie Harald Lang à Sarrebruck (D)
- 2000 : Musée d’Histoire Naturelle (L)
- 2001 : Galerie Noodlebärg à Bâle (CH)
- 2001 : Bankhaus Trinkaus und Burckhardt (L)
- 2002 : Tour Mahuet Labry, Lorraine (F)
- 2003 : Galerie Michel Miltgen (L)
- 2004 : Château de Moncel, Jarny, Lorraine (F)
- 2004 : Galerie de la ville de Bar-sur-Seine (F)
- 2007 : Galerie Vergolderei von Wedel, Stauffen/Breisgau (D)
- 2008 : Hotel Rix (L)
- 2009 : Galerie Aradia Hesperange (L)
- 2010 : Galerie du château de Bourglinster (L)